# Horst-Dieter Höttges
Horst-Dieter Höttges (Mönchengladbach, 10 september 1943 – Bremen, 22 juni 2023) was een Duits voetballer die als verdediger speelde. Hij won met West-Duitsland het EK van 1972 en het WK van 1974.

## Clubcarrière
Höttges werd geboren in Mönchengladbach en kwam op zeventienjarige leeftijd bij Borussia Mönchengladbach. Hij kwam eerder uit voor de amateurclubs Blau-Weiß Bahl en Rheydter SV. Na drie jaar in de jeugd stroomde hij in het seizoen 1963/64 door naar het eerste elftal, destijds uitkomend in de Regionalliga West.
Voor het seizoen 1964/65 tekende Höttges bij Bundesliga-club Werder Bremen. Hij werd in zijn eerste seizoen landskampioen met de club. Zijn goede prestaties bij Werder Bremen zorgden ervoor dat hij in 1965 voor het eerst werd opgeroepen voor het West-Duits voetbalelftal door bondscoach Helmut Schön. Hij kreeg rond deze tijd de bijnaam Eisenfuß (ijzeren voet) vanwege zijn stevige tackles. Ondanks dat Werder Bremen in de jaren na 1965 meer om degradatie streed dan om de titel, bleef Höttges tot 1978 bij de club. Hij speelde in totaal 467 officiële duels waarin hij 68 doelpunten maakte.
In de nadagen van zijn clubcarrière kwam Höttges uit voor amateurclubs SC Oberbecksen en TSV Achim.

## Interlandcarrière
Höttges debuteerde op 27 november 1963 in de onder 23 van West-Duitsland, dat met 1-4 verloor van Engeland in Liverpool. Hij speelde ook mee in de 1-2 nederlaag tegen Turkije op 4 maart 1964 en de 1-0 overwinning op Tsjecho-Slowakije op 29 april 1964. Hierna kwam hij ook nog tweemaal uit voor het West-Duits B-voetbalelftal.
Op 13 maart 1965 debuteerde Höttges voor West-Duitsland in een vriendschappelijke wedstrijd tegen Italië (1-1) in het Volksparkstadion. Höttges nam deel aan drie WK's met het nationale team; 1966 (vicewereldkampioen), 1970 (derde plaats) en 1974 (wereldkampioen). Tevens won hij in 1972 met West-Duitsland het EK.
Höttges kwam van 1965 tot 1974 tot 66 interlands waarin hij eenmaal doel trof. Dit was op 21 mei 1969 in een met 12-0 gewonnen WK-kwalificatieduel tegen Cyprus.

## Overlijden
Höttges overleed op 79-jarige leeftijd aan de gevolgen van dementie in een bejaardentehuis in Bremen.

## Erelijst
Werder Bremen
- Landskampioen: 1965

West-Duitsland
- Vicewereldkampioen: 1966
- Europees kampioen: 1972
- Wereldkampioen: 1974